# Кеш на ноге
Кеш на ноге био је српски квиз који је премијерно емитован 30. јуна 2011. у 20 часова на телевизији Пинк. Водитељ квиза био је Мики Перић. Приказиван је једном недељно, петком, у вечерњим и ноћним часовима.

## Правила квиза[4]
У питању је квиз шоу који улази у домове такмичара, а све почиње када екипа квиза закуца на врата потенцијалног такмичара. Уколико одговори тачно на прелиминарно питање, презентер и ТВ екипа улазе у његов стан и права игра тек тада почиње.
Питања из опште културе, тривије, али и из најближег окружења постају све компликованија а у одговарању учествују сви укућани.
Улазно питање доноси 1000 динара, првих пет питања у вредности су од по 500 динара а осталих пет питања у вредности су од по 1500 динара.
Питање дупло или ништа значи да учесници имају могућност да не одговарају на ово питање и задрже освојени новац или да одговором на питање удвоструче до тада освојена средства. Уколико дају погрешан одговор губе све до тада освојено.
Током квиза учесници имају право на помоћ комшилука приликом одговарања на једно питање, а два погрешно дата одговора доводе до елиминације из квиза.